# Okutataragi-Pumpspeicherkraftwerk
Das Okutataragi-Pumpspeicherkraftwerk (japanisch 奥多々良木発電所 Okutataragi hatsudensho) ist ein großes Pumpspeicherkraftwerk in Asago in der japanischen Präfektur Hyōgo. Mit einer installierten Kapazität von 1932 Megawatt ist es eines der größten Pumpspeicherkraftwerke der Erde und das zweitgrößte in Japan. Die Anlage wird von der Kansai Denryoku betrieben.
Wie die meisten Pumpspeicherwerke nutzt das Kraftwerk zwei verschieden hoch gelegene Reservoire, zwischen denen es Wasser je nach Stromnachfrage hochpumpt bzw. ablässt. Der Bau begann 1970 und war 1974 beendet.

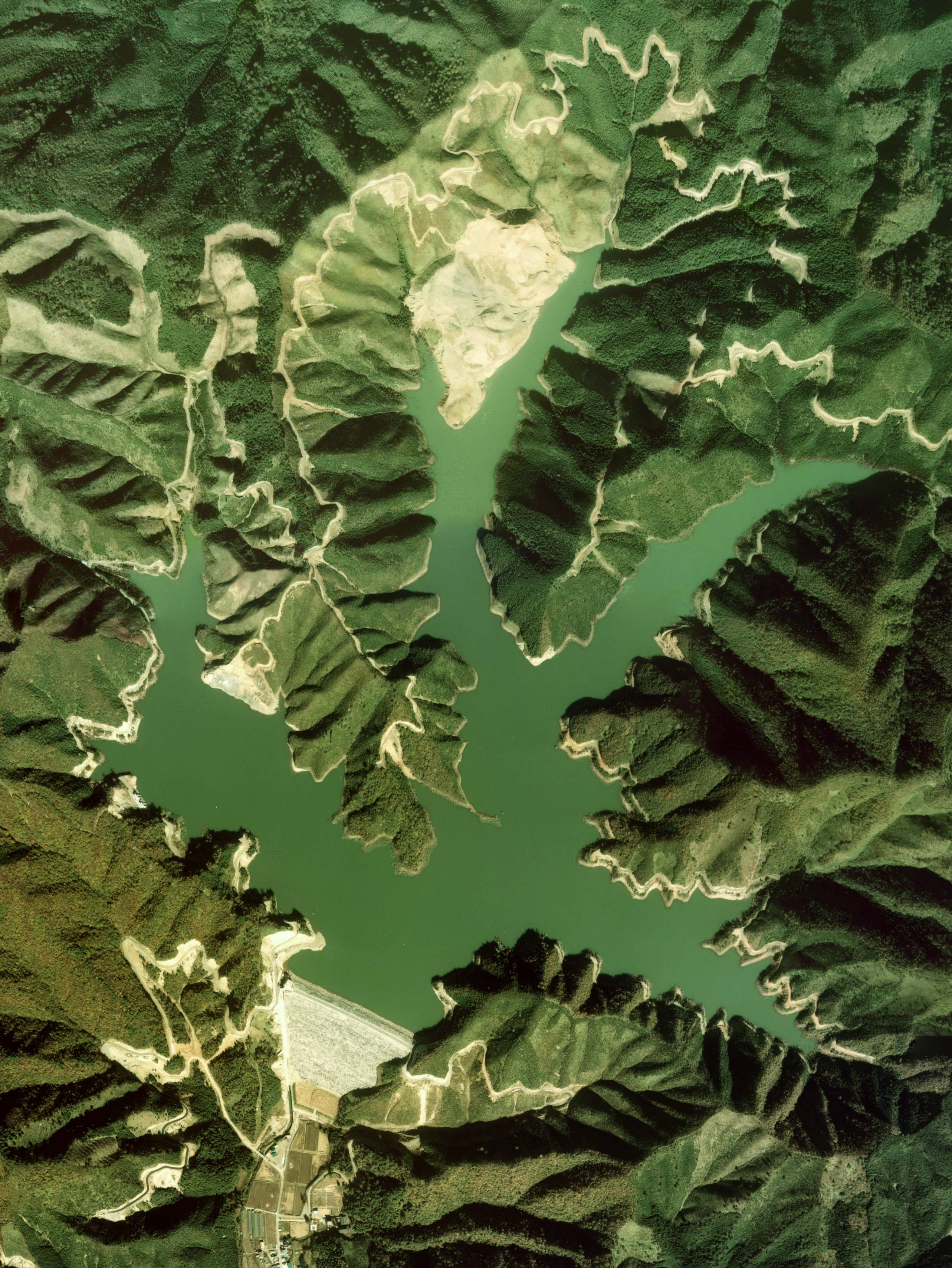
Satellitenbild des Oberbeckens

## Kurokawa-Reservoir
Das Kurokawa-Reservoir, das obere Becken, hat eine Kapazität von 33,387 Mio. m³, ein Einzugsgebiet von 1,09 km², eine Wasseroberfläche von 5,2 km² und wird vom Kurokawa-Staudamm (japanisch 黒川ダム Kurokawa damu) aufgestaut.
Der Staudamm am Ichikawa misst 98 m in der Höhe, 325 m in der Länge und ist aus 3,65 Mio. m³ Material gebaut. Der Damm hat die Geokoordinaten 35° 14′ 15″ N, 134° 52′ 52″ O.

## Tataragi-Reservoir
Das Tataragi-Reservoir, das Unterbecken, hat eine Kapazität von 19,44 Mio. m³, ein Einzugsgebiet von 1,05 km², eine Wasseroberfläche von 13,4 km² und wird vom Tataragi-Staudamm (japanisch 多々良木ダム Tataragi damu) aufgestaut.
Der Staudamm misst 64,5 m in der Höhe, 278 m in der Länge und ist aus 1,462 Mio. m³ Material aufgebaut. Er steht an den Koordinaten 35° 14′ 13″ N, 134° 49′ 55″ O.